# Réserve ornithologique de Hermansenøya

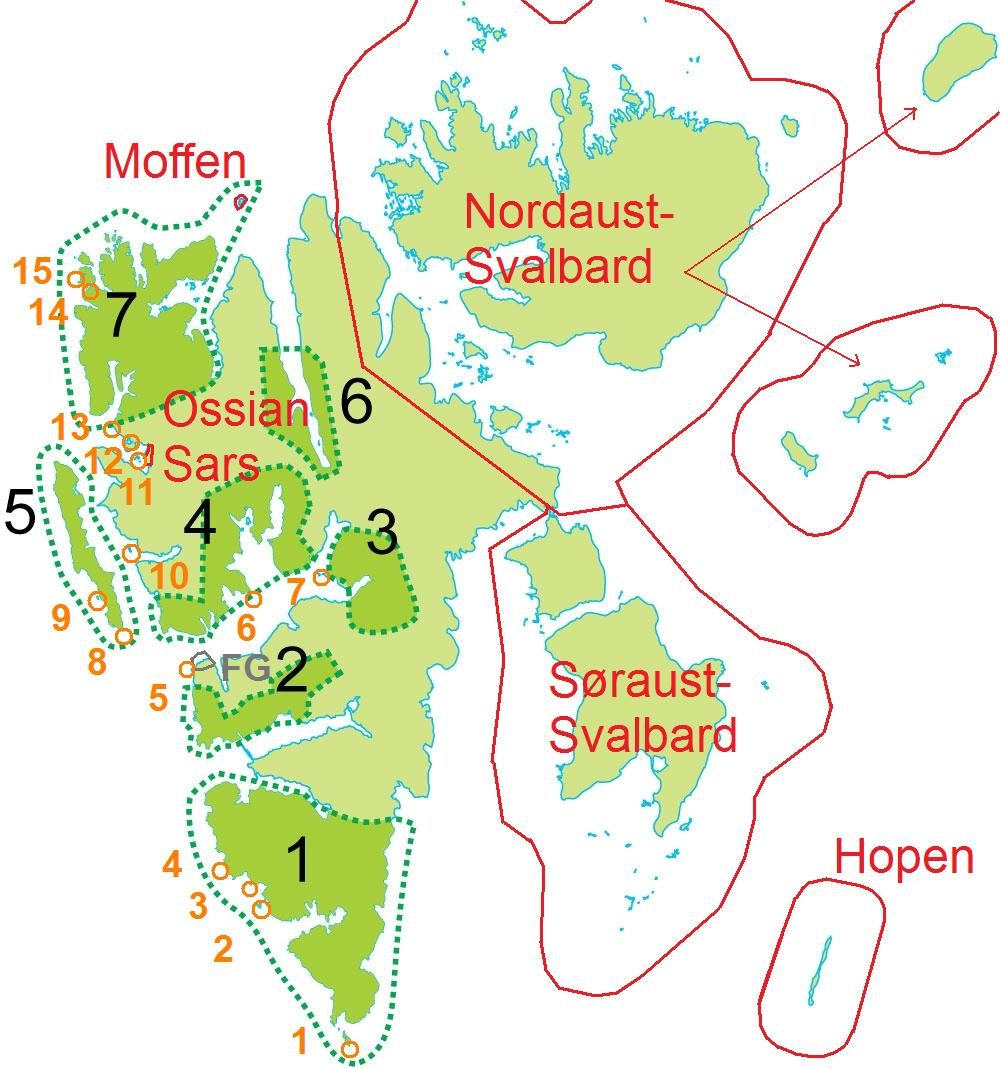
Carte des aires protégées au Svalbard, la réserve porte le numéro 10.

La réserve ornithologique de Hermansenøya est une réserve naturelle qui comprend l'île de Hermansenøya sur la côte ouest de la Terre d'Oscar II au  Spitzberg. La réserve a été créée par décret royal le 1er juin 1973 et s'étend sur une surface de  4,16 km2.
L'île a une variété de types d'oiseaux de mer, y compris les oies et de l'eider à duvet. Il est interdit de s'approcher de la réserve, plus particulièrement à l'époque où les oiseaux sont en train de couver afin d'éviter que les parents ne soient effrayés et que des oiseaux de proie ou des renards ne prennent les œufs. Les oiseaux peuvent être perturbés, même à plusieurs centaines de mètres de la plage